# レンフェ448系電車
レンフェ448系電車（レンフェ448けいでんしゃ）は、スペインの国営鉄道であるレンフェが所有する電車。都市間長距離列車向けに製造された車両で、当初は444系500番台（444.500）と呼ばれていた。

## 概要
1971年に導入された432系、1980年から運行を開始した444系と、レンフェが導入した都市間列車向け電車は利用客から高い評価を得た。これらに続く車両として開発が実施されたのが448系（旧：444系500番台）である。
編成は電動制御車（M）と付随車（IT）、制御車（Tc）からなる3両編成（M + IT + Tc）を基本としているが、第2編成（448-002編成）のみ2002年に発生した列車同士の衝突事故の影響で付随車が廃車され2両編成（M + Tc）で運行している。これらの編成は総括制御により最大3本まで連結可能である。前面デザインは先代形式である444系から一新され、非貫通型の形状はポリエステルによって作られており、前面窓は耐衝撃性や防曇性に優れた構造になっている。この形状は後述する製造時期によって一部変更が行われている。車内には冷暖房双方に対応した空調装置が設置されている。

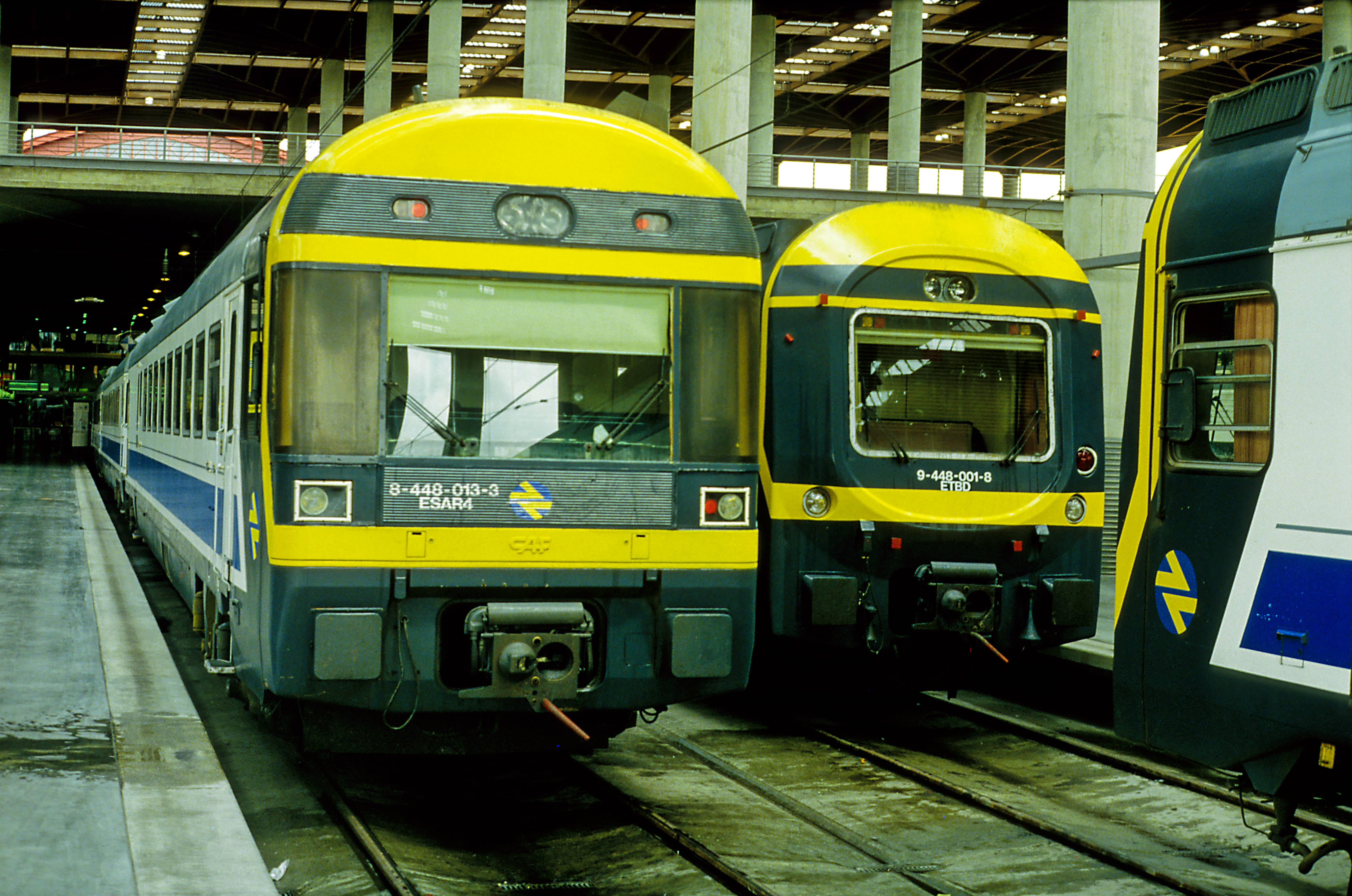
前面形状は製造時期によって異なる （左：3次車、右：1次車） （1994年撮影）

電動制御車の動力台車には2基の圧延鋼製電動機（MB-3165-C）が搭載されており、カム軸式抵抗制御装置による速度制御が行われている。台車については1次ばねとしてコイルばね、2次ばねは空気ばねが用いられており、後述する3次車においてはばねの改良が実施されている。また、これまでの電車列車よりも速い最高速度160 km/hの運転にも対応した構造となっている。車内の照明や冷暖房に用いられる補助電源は静止型コンバータから供給される。
製造は複数の企業によって行われ、電動制御車はCAF、付随車や制御車はMACOSA（現：シュタッドラー・レール）とアテインサ（Ateinsa,、現：アルストム）が製造し、電気機器は国立電気機械製造会社（Constructora Nacional de Maquinaria Eléctrica、CENEMESA、現：アルストム）が手掛けた。

## 運用
1987年から1991年にかけて3次（1次車：6編成、2次車：5編成、3次車：20編成）に分けて製造が実施されたこれらの車両は当初「444系500番台」と呼ばれていたが、1992年から「448系」という別形式で呼ばれる事となった。製造後はスペイン各地の都市間長距離列車で使用されたが、高速鉄道網（AVE）の拡大やユーロメッド、アラリス、タルゴといった後継種別の拡充に伴い1999年以降カタルーニャ州での運用が中心となり、中距離列車での使用も増加した。
これを受け、2001年以降26編成に対して中距離運用向けの更新工事が行われ、内装デザインの一新に加え、身体障害者や自転車利用者向けの専用スペースの設置、バリアフリー対応トイレを始めとしたトイレの改良及び一部撤去が実施された。一方、引き続き長距離列車向けに使用された5編成については改造の対象から外され、2007年時点でも継続して使用されていたが、翌2008年をもって営業運転から撤退しており、2015年時点では車庫に留置されている。

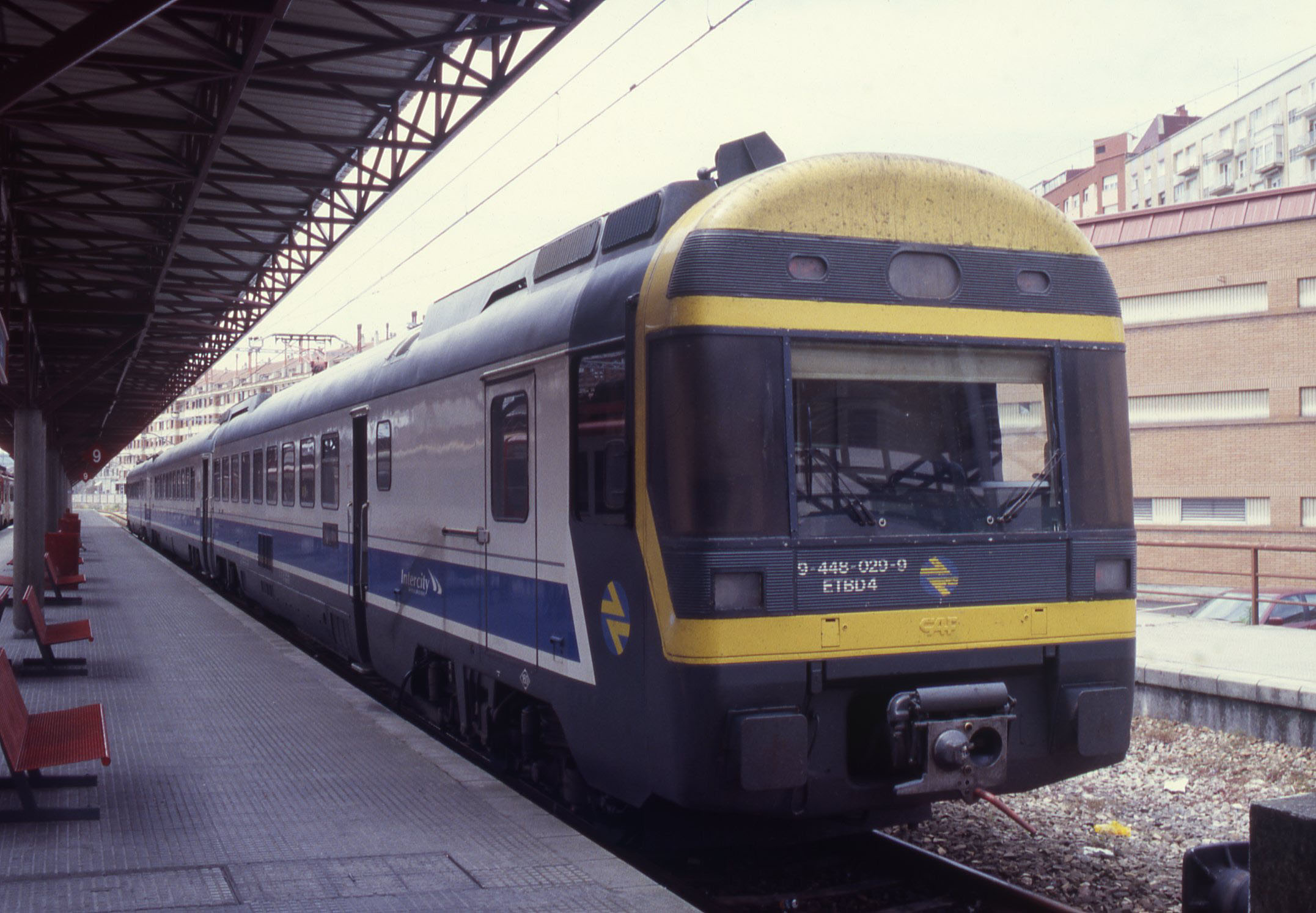
都市間列車向け編成（1999年撮影）
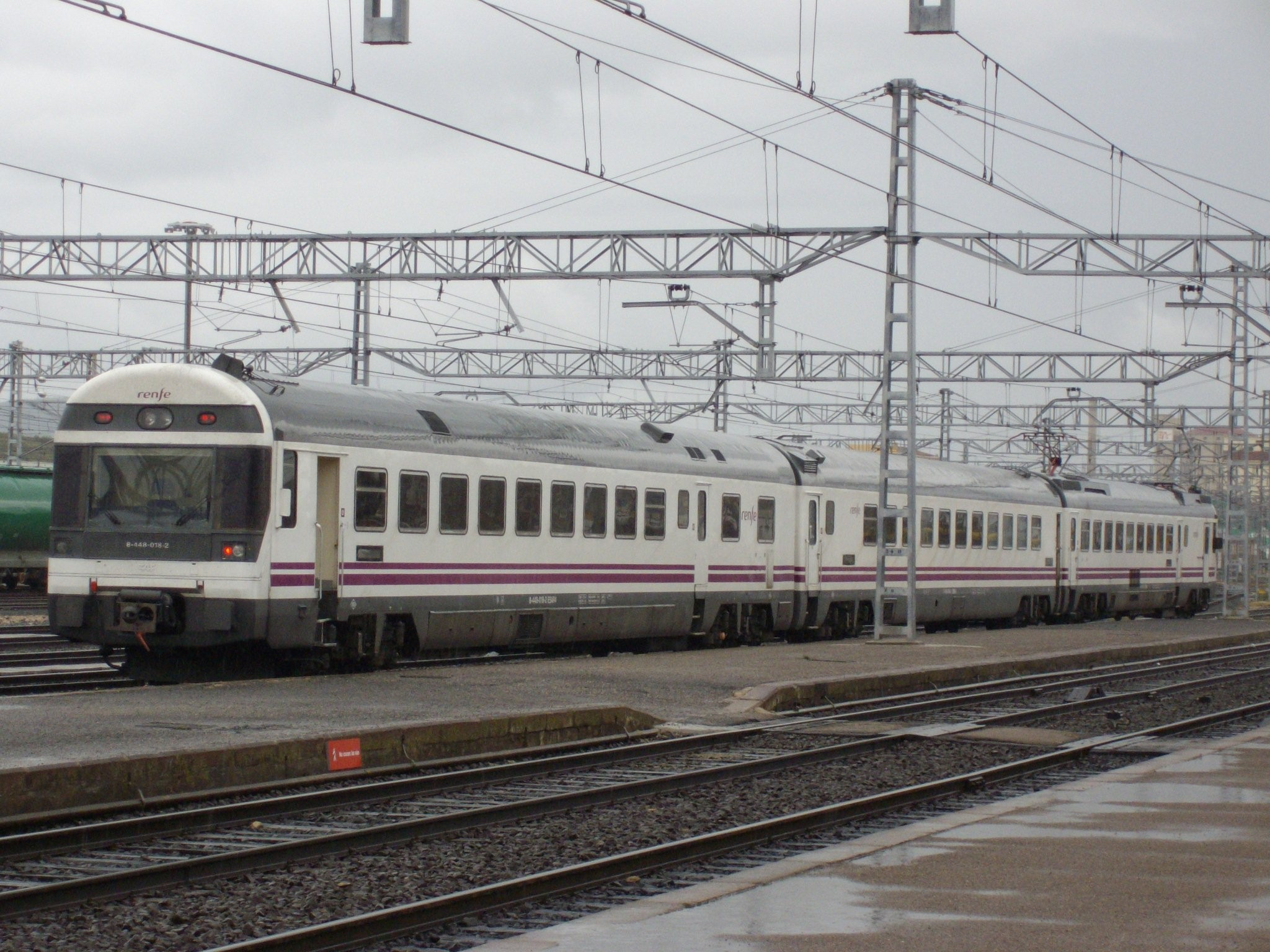
都市間列車向け編成（2008年撮影）
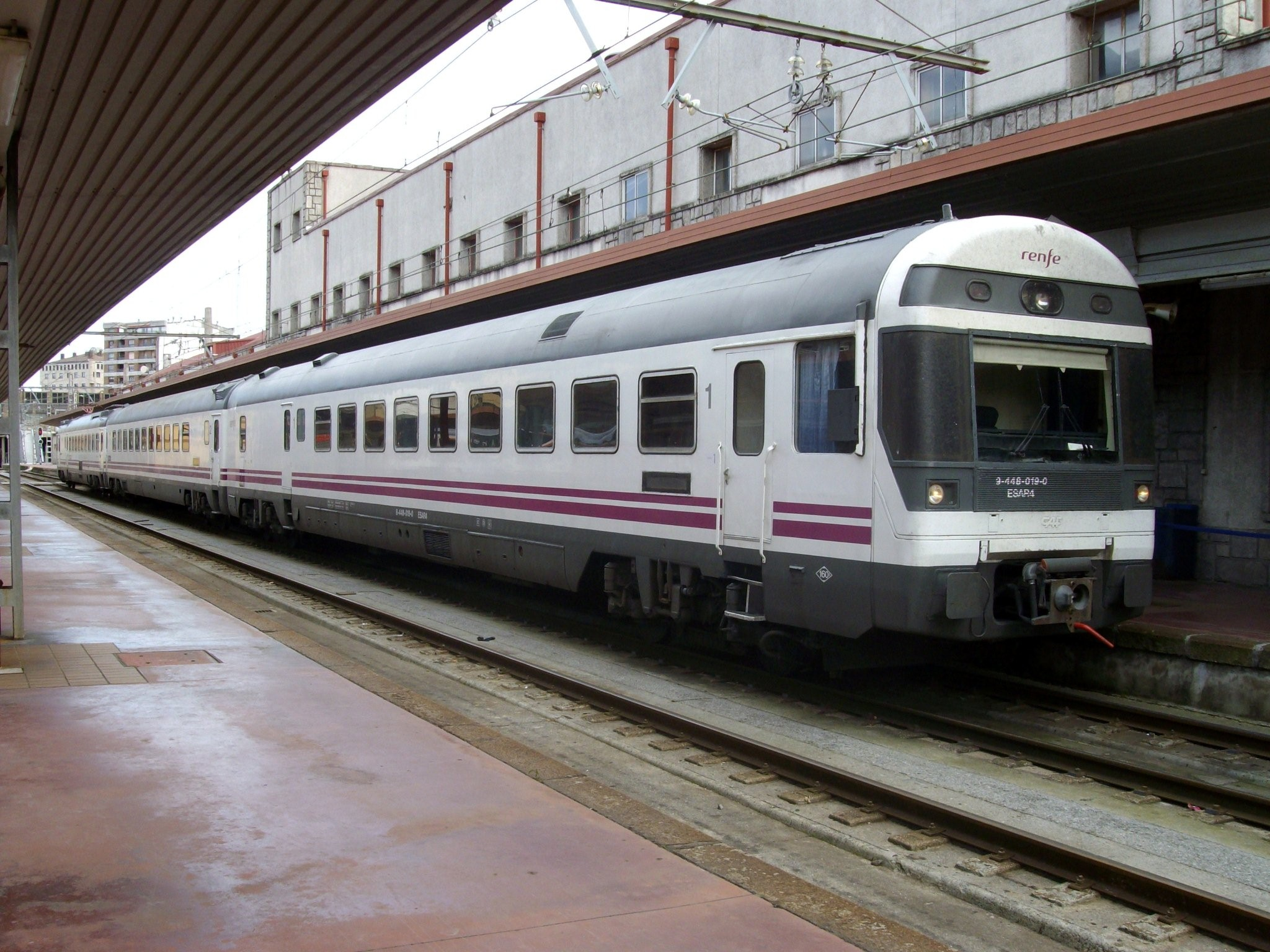
都市間列車向け編成（2008年撮影）
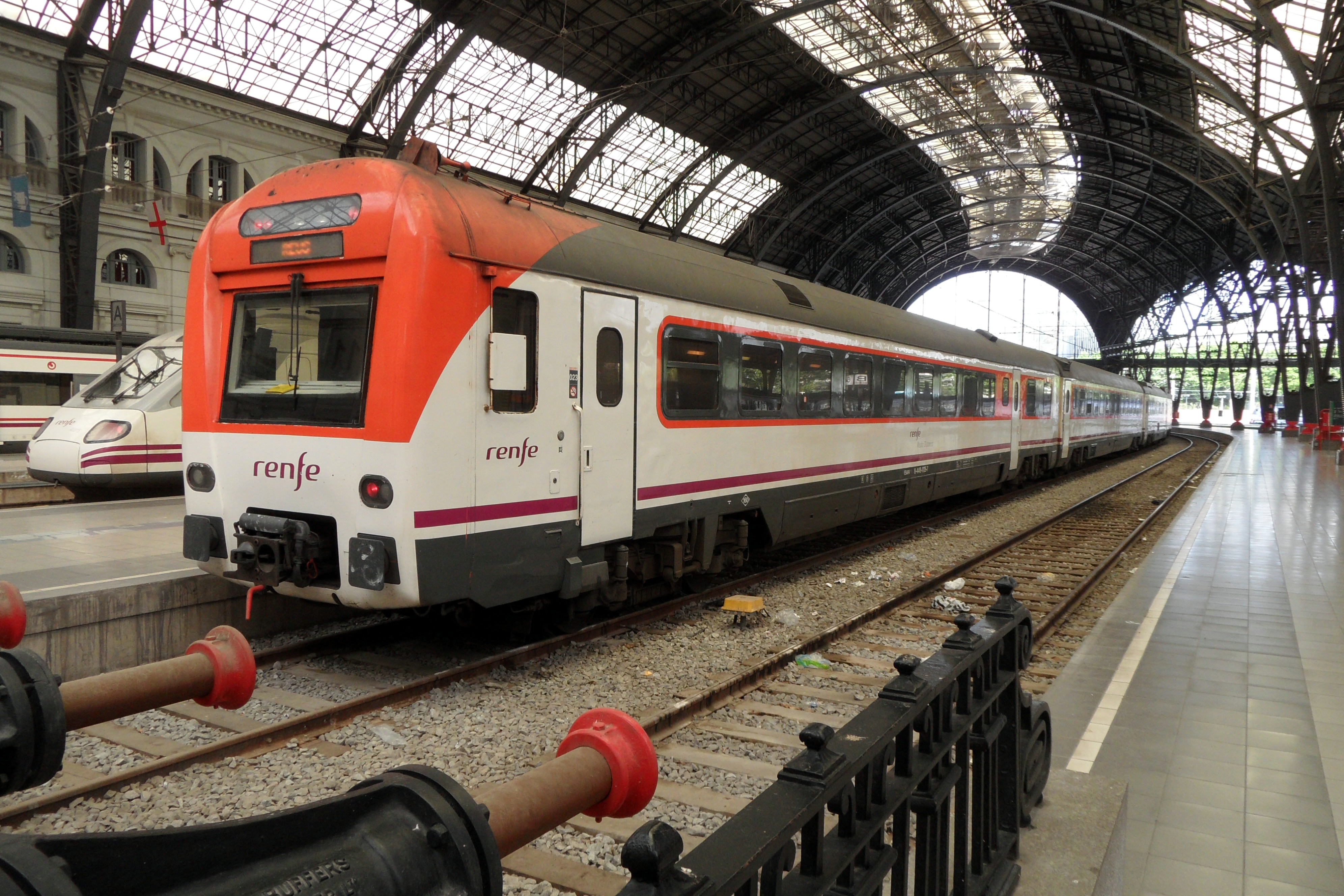
中距離列車向け編成（2011年撮影）
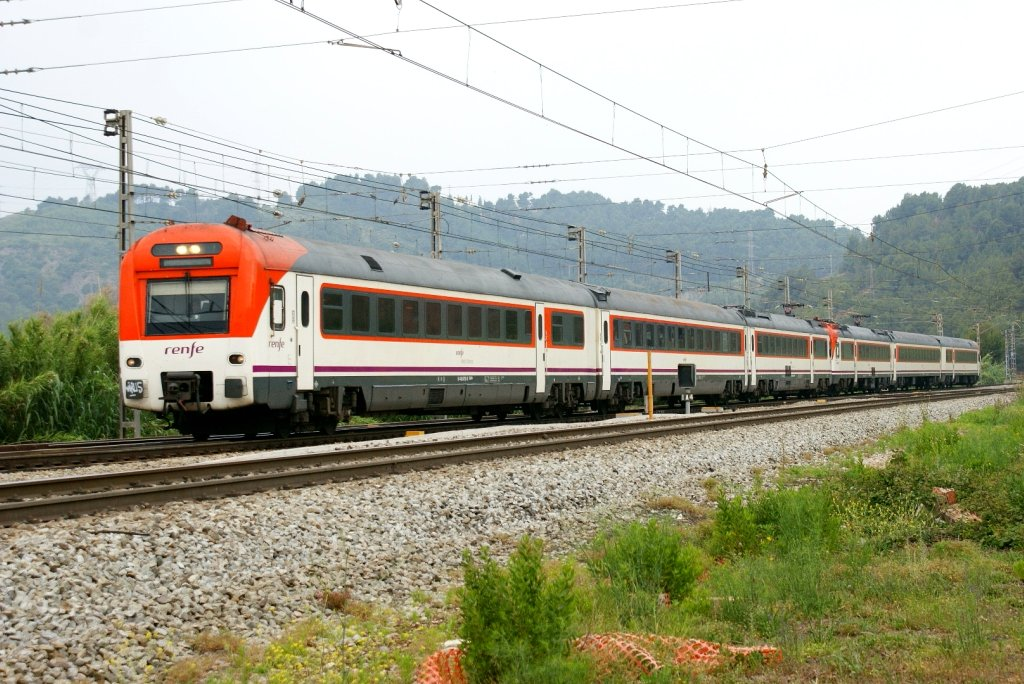
中距離列車向け編成（2011年撮影）
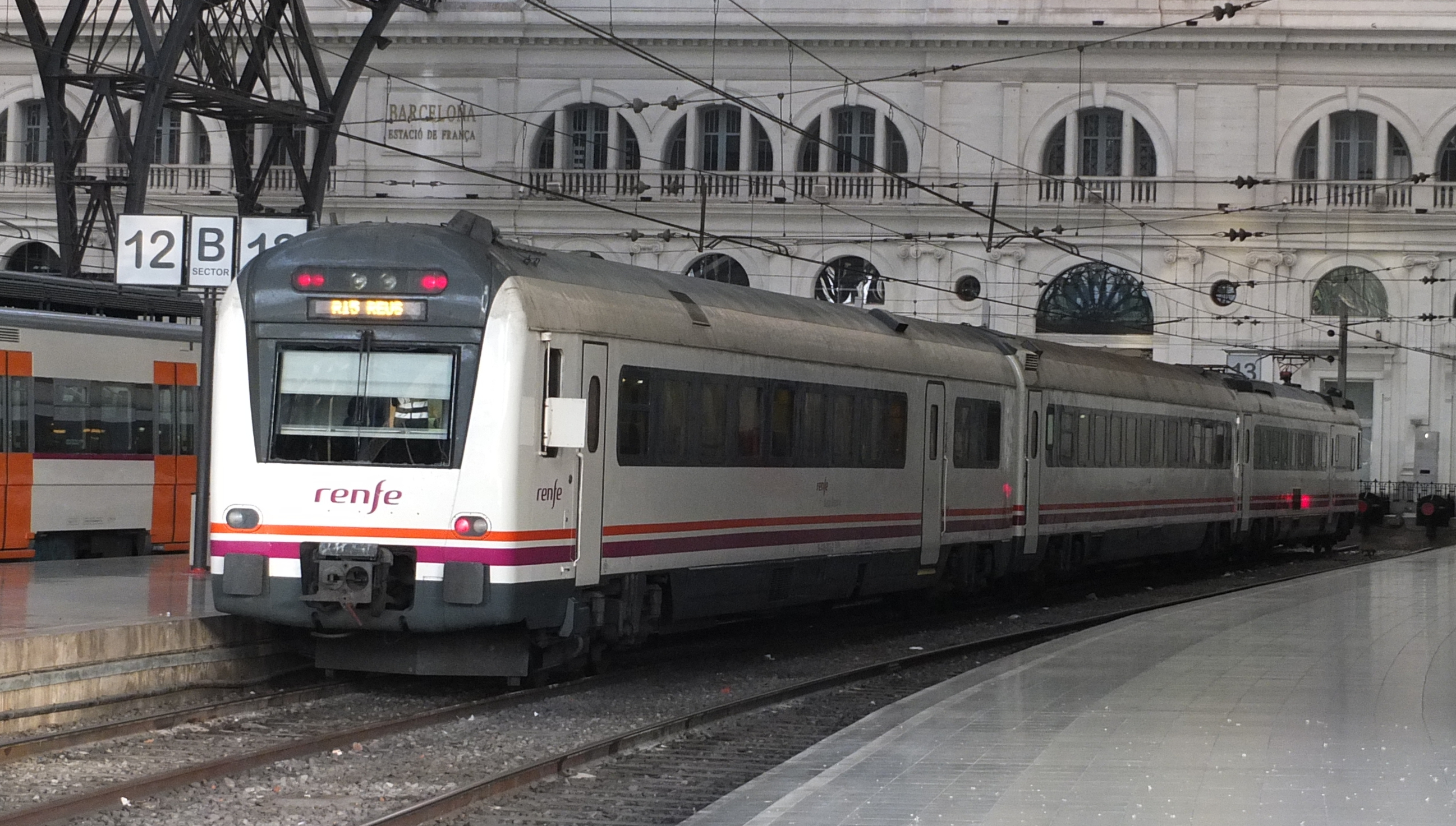
中距離列車向け編成（2016年撮影）
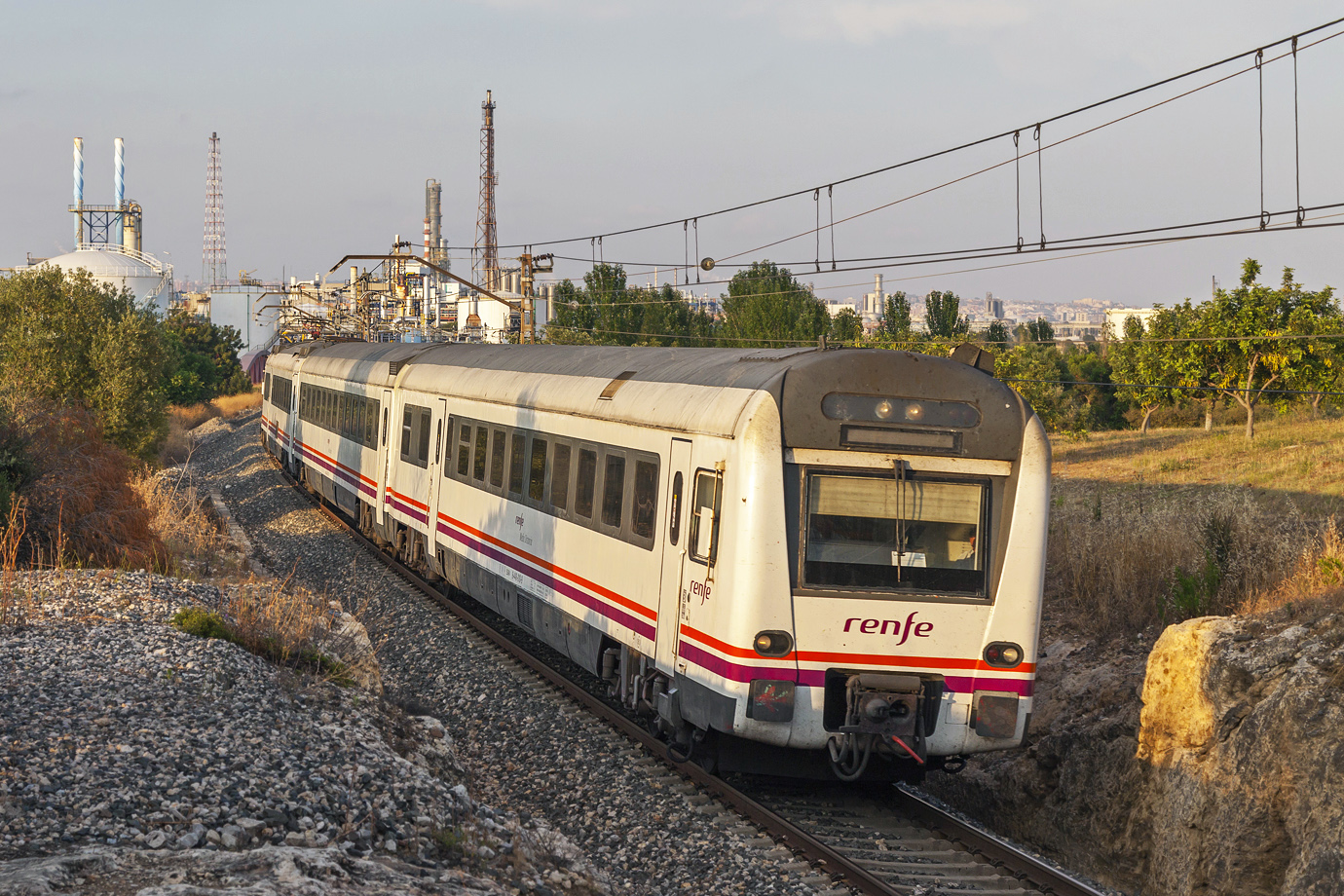
中距離列車向け編成（2016年撮影）

## 参考資料
- Alfonso Marco (Marzo 2005). “Electrotrenes 432, 444 y 448”. Vía Libre:  97-106.  オリジナルの2007-09-27時点におけるアーカイブ。 2025年7月29日閲覧。.